# Intrigas de Estado
State of Play (br/pt: Intrigas de Estado/Ligações Perigosas) é um filme norte-americano de 2009, do gênero drama/policial/suspense, dirigido por Kevin Macdonald e estrelado por Russell Crowe e Rachel McAdams.

## Sinopse
Stephen Collins (Ben Affleck) é um deputado carismático, uma estrela crescente em Washington. Ele liderava uma comissão de investigação contra a PointCorp, uma corporação paramilitar com ligações políticas. Um dia, a assistente de Collins, Sonia Baker, é encontrada morta em um aparente acidente no metrô da cidade e, com a notícia de sua morte, o caso amoroso que ela tinha com Collins vem à tona, o que ameaça a carreira política do deputado, bem como sua investigação contra a PointCorp. Enquanto isso, Cal McCaffrey (Russel Crowe), jornalista e amigo de longa data de Stephen, decide investigar o caso por conta própria, para tentar melhorar a imagem do amigo. Porém, enquanto investigava um caso paralelo, ele descobre que um morador de rua vítima de homicídio ligou para o celular pessoal de Sonia pouco antes de ser morto. Com a ajuda da jornalista novata, Della Frye (Rachel McAdams), Cal investiga os dois casos, tentando entender sua conexão. Enquanto Della investiga a vida de Sonia, Cal investiga o homicídio do morador de rua. Ele encontra a namorada do rapaz, que revela que, dias antes de ser morto, o rapaz roubou uma bolsa de um estranho e dentro encontrou evidências de que o dono da bolsa estava espionando Sonia Baker e a moça decidiu ligar para Sonia e alertá-la. Cal, porém, não compartilha suas descobertas com a polícia até que um testemunha do assassinato do rapaz é morta diante de Della. Eles então levam as evidências encontradas para o detetive responsável pelo caso, que revela que a moça que entregou os arquivos a Cal também foi assassinada. Enquanto isso, a mídia em geral não para de atacar a imagem de Collins e a chefe de Cal (Hellen Mirren) o pressiona para que ele termine logo a matéria, independente se isso prejudicasse Collins ainda mais.  Cal finalmente descobre um suspeito na morte do morador de rua e vai até seu apartamente, onde o homem o ataca, mas Cal consegue escapar. Della descobre que o homem que atacou Cal, Kevin Bingham, também esteve na estação de metrô onde e no momento em que Sonia foi morta. Os jornalistas acreditam que Sonia estava sendo paga pela PointCorp para atrapalhar o trabalho da comissão de Collins e que, de alguma forma, isso poderia ter levado à sua morte. Cal então entrevista Dominic Foy, agente da PointCorp responsável pela contratação de Sonia. Na entrevista, Dominic revela que Sonia era de fato uma agente infiltrada no escritório de Collins, mas, conforme seu relacionamento com o deputado se aprofundou e ela descobriu estar esperando um filho dela, ela decidiu parar de trabalhar para a PointCorp. Cal revela tudo a Stephen e a situação toda se torna um estopim para a crise na amizade dos dois. Mesmo assim, Cal continua a investigação, juntando as peças do caso e descobrindo a corrupção nos mais altos níveis da política. Por fim, Stephen aceita dar uma declaração ao jornal para oficializar as acusações da matéria. Após contar tudo o que sabia, Stephen e sua esposa, Anne, deixam o jornal. Cal e Della escrevem a matéria, mas, quando estão prestes a publicar, Cal se lembra de uma conversa que teve com Anne em que ela mostrou ter informações sobre Sonia que não deveria ter. Cal então analisa o caso novamente, descobrindo que Kevin Bingham serviu ao exército juntamente com Stephen Collins. Cal então vai ao encontro de Stephen e o confronta sobre o assunto. Stephen revela que suspeitou da atitude de Sonia e contratou Bingham para investigá-la, porém não esperava que ele a matasse. Ainda assim, Cal o denuncia à polícia. Kevin Bingham acaba morto em um confronto com a polícia ao tentar atacar Cal. Com um certo pesar, Cal escreve toda a história, inclusive a verdade sobre o envolvimento de Stephen na morte de Sonia, levando tudo a público. 

## Elenco
- Russell Crowe .... Cal McCaffrey
- Ben Affleck .... Stephen Collins
- Rachel McAdams .... Della Frye
- Helen Mirren .... Cameron Lynne
- Jason Bateman .... Dominic Foy
- Robin Wright Penn .... Anne Collins
- Jeff Daniels .... George Fergus
- Maria Thayer .... Sonia Baker
- Wendy Makkena .... Greer Thornton
- Harry J. Lennix .... Donald Bell

## Recepção
O Metacritic, que usa uma média ponderada, atribuiu ao filme uma pontuação de 64 em 100, baseado em 36 críticos, indicando críticas "geralmente favoráveis".